# 王克庆
王克庆（1933年—），又名王克安，男，安徽含山人，中国雕塑家，中央美术学院教授，曾任全国城市雕塑规划组副组长。